# لوميس فال
لوميس فال (بالإنجليزية: Loomis Fall)‏ هو طبال أمريكي، ولد في 8 ديسمبر 1976.

## وصلات خارجية
- الموقع الرسمي
- لوميس فال على موقع IMDb (الإنجليزية)
- لوميس فال على موقع ميوزك برينز (الإنجليزية)
- لوميس فال على موقع ديسكوغز (الإنجليزية)